# Geronimo's Cadillac (Modern Talking)
Geronimo's Cadillac è un singolo del gruppo musicale tedesco Modern Talking, pubblicato nell'ottobre 1986 come primo estratto dal quarto album in studio In the Middle of Nowhere. Autore del brano Geronimo's Cadillac è Dieter Bohlen (uno dei due componenti del gruppo).
Il disco uscì su etichetta Hansa Records e fu prodotto da Dieter Bohlen.

## Descrizione
Il brano Geronimo's Cadillac parla di un uomo di nome Geronimo, che gira a bordo di una Cadillac e che fa girare la testa alle donne.
Il singolo raggiunse il terzo posto delle classifiche in Austria e Germania, il quarto in Belgio e il sesto in Svizzera.
In Germania, il disco entrò in classifica il 20 ottobre 1986 e si attestò al terzo posto il 3 novembre 1986 e rimase nella stessa posizione anche la settimana successiva; uscì dalla classifica il 5 gennaio 1987. In Austria, il disco entrò nelle classifiche il 15 novembre 1986 e uscì il 15 febbraio 1987.

## Tracce
7"(1986)
1. Geronimo's Cadillac – 3:12 (Dieter Bohlen)
2. Geronimo's Cadillac (Instrumental) – 3:12 (Dieter Bohlen)

7"(1987)
1. Geronimo's Cadillac – 3:12 (Dieter Bohlen)
2. Stranded in the Middle of Nowhere

12" Maxi
1. Geronimo's Cadillac (Long Vocal Version) – 5:02 (Dieter Bohlen)
2. Keep Love Alive – 3:25
3. Geronimo's Cadillac (Instrumental Version) – 3:12 (Dieter Bohlen)

## Classifiche
| Classifica  | Posizione massima | Nr. di settimane |
| ----------- | ----------------- | ---------------- |
| Austria     | 3                 | 14               |
| Belgio      | 4                 | 10               |
| Francia     | 43                | 8                |
| Germania    | 9                 | 20               |
| Italia      | 27                |                  |
| Norvegia    | 7                 | 2                |
| Paesi Bassi | 24                | 7                |
| Svezia      | 6                 | 4                |
| Svizzera    | 6                 | 7                |

## Cover
Tra gli artisti che hanno inciso o eseguito pubblicamente una cover di Geronimo's Cadillac, figurano (in ordine alfabetico):
- Thomas Anders (1994)
- Collective (2000)
- Hitboutique (2011)
- Modern Love System (1998)
- New Art People (1998)
- New York Rappers (1998)
- Unlimited Beat (1998)

### Adattamenti in altre lingue
- Il brano è stato adattato nel 1997 in spagnolo con il titolo Tacones altos da Cristiano Malgioglio e Gianni Dei ed interpretato in questa versione dallo stesso Dei[1]